# Weserstadion
Weserstadion je višenamjenski stadion koji se nalazi u njemačkom gradu Bremenu te je dom bundesligaša Werder Bremena. Nalazi se na sjevernoj strani rijeke Weser na riječnom otoku te je od središta grada udaljen svega jedan kilometar. Weserstadion i Bremen bili su predlagani kao stadion i grad domaćin za održavanje utakmica Svjetskog prvenstva 2006. ali je njihova kandidatura u konačnici odbijena.
Stadion je nekada imao i atletsku stazu, ali je ona djelomično uklonjena 2002. godine kada je teren spušten za 2 metra te su tada sjeverna i južna tribina produžene sve do terena. Tako je kapacitet stadiona povećan za 8000 mjesta. 2004. iza sjeverne tribine izgrađene su 4 zgrade s uredima u kojima se nalazi restorani te uredi kluba i lokanlih tvrtki.
2008. stadion je kompletno preuređen. Fasada je obložena fotovoltaičnim panelima te je izgrađen i novi krov. Istočna i zapadna tribina su potpuno srušene i ponovo izgrađene kako bi bile bliže terenu.

## Važniji događaji
Uz Werder Bremen, na Weserstadionu je svoje utakmice igrala i njemačka nogometna reprezentacija. Također, stadion je 1982. godine bio domaćin europskog U21 prvenstva. Uz nogomet, na njemu se 2001. održalo europsko atletsko prvenstvo.
Osim sporta, stadion služi i za održavanje koncerata a na njemu su ga održali Bruce Springsteen, Tina Turner, Elton John, Michael Jackson, U2, Guns N' Roses, Bryan Adams, Bon Jovi, Metallica, Depeche Mode i mnogi drugi.
Od nekomercijalnih događanja, Weserstadion se 6. svibnja 1980. koristio za svečeni zavjet 1.200 ročnika Bundeswehra.

## Nogometne utakmice
| 23. svibnja 1939. |     |       |                                                                                    |
| Njemačka          | 1:1 | Irska | Weserstadion, Bremen Utakmica: prijateljska utakmica Gledatelja: 35.000 Sudac: ??? |
|                   |     |       | Weserstadion, Bremen Utakmica: prijateljska utakmica Gledatelja: 35.000 Sudac: ??? |

| 27. veljače 1980. |     |       |                                                                                          |
| Njemačka          | 8:0 | Malta | Weserstadion, Bremen Utakmica: kvalifikacije za EURO 1980. Gledatelja: 38.000 Sudac: ??? |
|                   |     |       | Weserstadion, Bremen Utakmica: kvalifikacije za EURO 1980. Gledatelja: 38.000 Sudac: ??? |

| 4. lipnja 1988. |     |      |                                                                                    |
| Njemačka        | 1:1 | SFRJ | Weserstadion, Bremen Utakmica: prijateljska utakmica Gledatelja: 13.000 Sudac: ??? |
|                 |     |      | Weserstadion, Bremen Utakmica: prijateljska utakmica Gledatelja: 13.000 Sudac: ??? |

| 2. lipnja 1992. |     |                |                                                                                    |
| Njemačka        | 1:1 | Sjeverna Irska | Weserstadion, Bremen Utakmica: prijateljska utakmica Gledatelja: 30.000 Sudac: ??? |
|                 |     |                | Weserstadion, Bremen Utakmica: prijateljska utakmica Gledatelja: 30.000 Sudac: ??? |

| 30. travnja 1997. |     |          |                                                                                              |
| Njemačka          | 2:0 | Ukrajina | Weserstadion, Bremen Utakmica: kvalifikacije za Mundijal 1998. Gledatelja: 33.242 Sudac: ??? |
|                   |     |          | Weserstadion, Bremen Utakmica: kvalifikacije za Mundijal 1998. Gledatelja: 33.242 Sudac: ??? |

| 28. travnja 1999. |     |         |                                                                                    |
| Njemačka          | 0:1 | Škotska | Weserstadion, Bremen Utakmica: prijateljska utakmica Gledatelja: 27.000 Sudac: ??? |
|                   |     |         | Weserstadion, Bremen Utakmica: prijateljska utakmica Gledatelja: 27.000 Sudac: ??? |

| 29. svibnja 2001. |     |          |                                                                                    |
| Njemačka          | 2:0 | Slovačka | Weserstadion, Bremen Utakmica: prijateljska utakmica Gledatelja: 18.000 Sudac: ??? |
|                   |     |          | Weserstadion, Bremen Utakmica: prijateljska utakmica Gledatelja: 18.000 Sudac: ??? |

| 30. travnja 2003. |     |      |                                                                                    |
| Njemačka          | 1:0 | SiCG | Weserstadion, Bremen Utakmica: prijateljska utakmica Gledatelja: 26.000 Sudac: ??? |
|                   |     |      | Weserstadion, Bremen Utakmica: prijateljska utakmica Gledatelja: 26.000 Sudac: ??? |

| 7. rujna 2005. |     |     |                                                                                    |
| Njemačka       | 4:2 | JAR | Weserstadion, Bremen Utakmica: prijateljska utakmica Gledatelja: 28.100 Sudac: ??? |
|                |     |     | Weserstadion, Bremen Utakmica: prijateljska utakmica Gledatelja: 28.100 Sudac: ??? |

| 29. veljače 2012. |     |           |                                                                                    |
| Njemačka          | 1:2 | Francuska | Weserstadion, Bremen Utakmica: prijateljska utakmica Gledatelja: 37.800 Sudac: ??? |
|                   |     |           | Weserstadion, Bremen Utakmica: prijateljska utakmica Gledatelja: 37.800 Sudac: ??? |

## Vanjske poveznice
- Informacije o stadionu